# Mohamed Amekrane
Mohamed Amekrane (arab. محمد أمقران; ur. 1938 w Szafszawanie – zm. 13 stycznia 1973) – marokański oficer lotnictwa. Oskarżony o współudział w nieudanej próbie przeprowadzenia zamachu stanu w 1972 roku, skazany na śmierć. Wyrok wykonano.

## Życiorys
Mohamed Amekrane urodził się w 1938 roku, miał sześcioro rodzeństwa. Początkowo uczęszczał do szkoły wojskowej w hiszpańskim Toledo, w późniejszym czasie kontynuował naukę we Francji jako pilot myśliwca. Gdy w połowie lat 60. XX wieku Maroko zakupiło od Stanów Zjednoczonych samoloty bojowe Northrop F-5 Freedom Fighter, Amekrane postanowił odbyć szkolenie w USA. Po odbyciu szkolenia powrócił do kraju i kontynuował karierę w marokańskich siłach powietrznych. W 1963 poślubił Malikę Amekrane (ur. 12 sierpnia 1939), obywatelkę Niemiec. Para doczekała się dwójki dzieci: Raschida (ur. 3 lutego 1964) i Yasminy (ur. 26 lutego 1965). Jakiś czas później został dowódcą bazy lotniczej Al-Kunajtira.

## Próba zamachu stanu
W 1972 minister obrony narodowej Maroka Mohamed Ufkir zaplanował i przeprowadził zamach stanu, chcąc obalić króla Hassana II i uczynić kraj republiką. Pomógł mu w tym Amekrane i jeden ze starszych oficerów. Motywy Amekranego wydawały się być czysto patriotyczne, skierowane przeciwko elicie która jak sam uważał ograbiła swój kraj.
16 sierpnia 1972, gdy Hassan II wracał do Maroka z oficjalnej wizyty we Francji, wojskowe odrzutowce Northrop F-5 Freedom Fighter pod komendą generała Ufkira zaatakowały Boeinga 727, którym leciał monarcha. Wystrzelone pociski trafiły w kadłub, zabijając niektórych pasażerów. Jeden z samolotów odleciał, atakując pobliskie lotnisko i zabijając wielu ludzi. Gdy jednak sam król chwycił radio i powiedział pilotom: „Przestańcie strzelać! Tyran nie żyje!” – ostrzał przerwano, a zamachowcy przekonani, że ich misja zakończyła się sukcesem, odlecieli. W wyniku tego wydarzenia ośmiu pasażerów Boeinga zginęło, a 40 zostało rannych. Samolot mimo dziur w kadłubie bezpiecznie wylądował na lotnisku w Rabacie. Król przeżył.

## Następstwa
Jeszcze tego samego wieczora Ufkir został znaleziony martwy, a na jego ciele ujawniono wiele ran postrzałowych. Sugerowano, że jego śmierć była wynikiem samobójstwa. Mohamed Amekrane dowiedziawszy się o fiasku zamachu nakazał załodze helikoptera przetransportowanie siebie na Gibraltar, gdzie zwrócił się o azyl. Początkowo był przetrzymywany w mesie oficerskiej, hotelu, w końcu uwięziono go w kompleksie wojskowym Lathbury. Powiedziano mu, że to dla jego własnej ochrony. Po krótkich negocjacjach między rządami Wielkiej Brytanii i Maroka marokańska jednostka lotnicza wylądowała na Gibraltarze i zabrała Amekranego z powrotem do kraju. Brytyjski sekretarz spraw zagranicznych, sir Alec Douglas-Home w napisanym do żony generała liście zapewniał ją, że Amekrane nie zostanie stracony. Ostatecznie został on jednak osądzony i skazany na śmierć przez marokański sąd. Rozstrzelano go 13 stycznia 1973.
Dzień po dokonaniu próby zamachu stanu Malika Amekrane uciekła z kraju wraz ze swoimi dziećmi i ukrywała się. W 1975 zwróciła się do Brytyjczyków o odszkodowanie powołując się na Europejską konwencję praw człowieka. Brytyjczycy ostatecznie zapłacili jej w sumie 37 500 funtów.